# ۱۶ صفر
۱۶ صفر، شانزدهمین روز از ماه صفر در تقویم هجری قمری است.
در تقویم هجری قمری قراردادی این روز چهل و ششمین روز سال است.